# Biblis biblis
Biblis biblis is een vlinder uit de onderfamilie Biblidinae van de familie Nymphalidae. De wetenschappelijke naam van de soort is, als Papilio biblis, voor het eerst geldig gepubliceerd in 1775 door Fabricius. De naam is mogelijk een synoniem van Biblis hyperia (Cramer, 1779).